# Spørring Sogn
Spørring Sogn er et sogn i Århus Nordre Provsti (Århus Stift).
I 1800-tallet var Spørring Sogn anneks til Grundfør Sogn. Begge sogne hørte til Vester Lisbjerg Herred i Aarhus Amt. Grundfør-Spørring sognekommune blev ved kommunalreformen i 1970 delt: Spørring kom til Aarhus Kommune, og Grundfør kom til Hinnerup Kommune, der ved strukturreformen i 2007 indgik i Favrskov Kommune.
I Spørring Sogn ligger Spørring Kirke.
I sognet findes følgende autoriserede stednavne:
- Bredeng (areal)
- Kærhuse (bebyggelse)
- Spørring (bebyggelse, ejerlav)